# Leni Kirchhoff
Leni Kirchhoff (* 26. November 2006 in Potsdam) ist eine deutsche Volleyballspielerin.

## Karriere
Kirchhoff begann ihre Karriere 2017 beim SC Potsdam. 2023/24 spielte sie mit der dritten Mannschaft des Vereins in der dritten Liga Nord. Parallel dazu hatte sie ein Doppelspielrecht für den Zweitligisten Berlin Brandenburger Sportclub. Zur Saison 2024/25 rückte sie in den Erstliga-Kader des SC Potsdam auf.